# Юлія Кристева
Ю́лія Кри́стева (Крістева, болг. Юлия Кръстева, фр. Julia Kristeva; нар. 24 червня 1941, Сливен, Болгарія) — болгарська і французька феміністська письменниця, філософ-постструктураліст, літературознавиця. З 1970-х років і дотепер поряд з Люс Ірігаре, Ненсі Чодороу та іншими постлаканіанками посідає чільне місце в розбудові феміністської психоаналітичної думки та феміністської теорії загалом. Творчий доробок Кристевої перебуває в полі лаканіанської семіотики.

## Життєпис
Народилася 24 червня 1941 року в провінційному місті Сливен, у Болгарії. Мати була біологинею, батько — бухгалтером, проте мав медичну та богословську освіту. Через релігійну активність і зв'язки з націоналістами вважався радянською владою, що контролювала Болгарію після Другої світової війни, неблагонадійною особою. Юлія мала сестру Іванку, що стала музиканткою. Незадовго після війни родина переїхала до Софії. Юлія вивчала французьку мову, входила до комсомолу.
Навчалася в Софійському університеті, писала статті для газети «Народна младеж». Була перекладачкою під час візиту Юрія Гагаріна та пізніше Моріса Тореза — генерального секретаря Французької комуністичної партії до Болгарії.
По закінченню університету отримала дослідницьку стипендію та в 1966 переїхала до Франції, де перекладала твори Михайла Бахтіна. В 1967 одружилася з письменником Філіпом Соллерсом. Наприкінці 1960-х приєдналась до спілки журналу «Тель Кель», яка досліджувала політичну обумовленість мови. В 1960 відвідувала семінари Ролана Барта, а в 1970-і — Жака Лакана в різних університетах. В 1974 захистила дисертацію «Революція поетичної мови», присвячену розгляду поетичного тексту. В цій праці дослідниця розглядала зв'язок дискурсного з тілесним, впровадила поняття семіотичного як тілесної енергії, що зумовлює процеси означування. Того ж року очолила кафедру лінгвістики Університету Париж VII. Здійснила подорож до Китаю, описавши враження від неї в книзі «Про китайських жінок» (1977).
З 1979 Кристева здійснювала дослідження з феміністського психоаналізу. В 1982 в праці «Влада жаху» виділила стадію хори в розвитку дитячої свідомості. Наприкінці 1980-х — початку 1990-х досліджувала нарцисизм і відмінність та різноманітність в межах ідентичності. В цей час написала такі відомі книги, як «Чорне сонце. Депресія і меланхолія» (1987); «Самі собі чужі» (1988). В 1990 отримала Орден мистецтв та літератури Франції. Отримувала почесні ступені від багатьох університетів США, Канади та Європи. У 2004 році стала першим лавреатом Премії Людвіга Гольберга. У 2000-і, коли низку політичних і культурних діячів Болгарії було визнано колаборантами з колишньою радянською владою, звучали підозри, що і Юлія Кристева в 1970-і шпигувала у Франції на користь Радянського Союзу.

## Наукова і письменницька діяльність
Філософські погляди Кристевої формувались під впливом структуралізму. У своїх ранніх працях досліджувала семіотичні, літературні й психоаналітичні структури, розглядаючи ці дискурси у площині їх взаємозв'язку і взаємовпливі. Кристева зосереджує особливу увагу на структурних опозиціях — дуалізмах, які у психоаналітичному контексті виражаються як стосунок між суб'єктом та Іншим. Суб'єкт трактується нею як суперечливе змішання несвідомих і свідомих мотивацій, психологічних процесів і чинників соціального обмеження. Мова розуміється нею як динамічний процес або гетерогенна структура, що втілює і формує людські суб'єктивності.
Кристева надає особливого значення функції матері в розвитку суб'єктивності, культури й мови. Материнське начало розуміється як нерозділеність протилежностей, не конкретизованість, хаос і абсурд, але також і потенціал. Батьківське начало обмежує материнське, виділяє з нього протилежності та впорядковує. Символічне вбивство матері позбавляє від страху, зумовлює закони та порядок, але також спричиняє «забування» материнського, що проявляється в маргіналізації жінки, применшенні чи й зовсім запереченні її значення в історії та культурі, уникненні фемінітивів. Безпосередньо впорядковуюча роль батьківського начала проявляється в релігії через поняття сакрального, де першість належить негативному сакральному — пов'язаному зі смертю, насильством, абсурдом, божевіллям, відразою, на противагу якому виділяється позитивне. Зневаження материнського необхідне в патріархальному суспільстві, щоб стати суб'єктом. Тому потрібен новий дискурс материнства, де увага приділяється відносинам між матерями і дочками, жінками між собою, щоб з'явилася нова жіноча суб'єктивність.
Кристева заснувала інтердисциплінарний підхід досліджень, названий «семаналізом», що перебуває на стику філософії структуралізму, психоаналізу, лінгвістики й семіотики. Література трактується Крістевою як засіб позбавлення від абсурду, депресії, перетворення їх на джерело прекрасного і піднесеного. У праці «Семіотика. Дослідження семантичного аналізу» Кристевою введено в науковий обіг термін «інтертекстуальність».
Заснувала Премію Симони де Бовуар в галузі здобутків у жіночому правозахисті.

## Твори
Романи
- L'Horloge enchantée, Fayard, 2015.
- Тереза, моя любов (Thérèse mon amour), récit, Fayard, 2008
- Убивство у Візантії (Meurtre à Byzance)
- Володіння (Possession)
- Старий і вовки (Le vieil homme et les loups)
- Самураї (Les Samouraïs)

Есе
- Історії кохання (Histoires d'amour, Деноель, 1983
- Жаргон та метажаргон: тупик (Jargon et méta-jargon: l'impasse, Fayard, 1985
- Самі собі чужі (Étrangers à nous-mêmes), Fayard, 1988, ISBN 2-213-02177-5
- Ненависть і прощення (La Haine et le Pardon), Fayard, 2005.
- Жіночий геній (Le Génie féminin), том 1 : Ганна Аренд (Hannah Arendt), Fayard, 1999 ; том 2 : Мелані Кляйн (Melanie Klein), Ed.: gallimard-folio, 2003, ISBN 2-07-042739-0 ; том 3 : Колетт (Colette), Fayard, 2002.
- Чуттєвий час (Le Temps sensible. Proust et l'expérience littéraire), Галлімар, 1994, Folio Essais, 2000.
- Сама, жінка (Seule, une femme)
- Ця наймовірна потреба віри (Cet incroyable besoin de croire), Bayard, 2007

Інші тексти
- Мова, ця незнайомка (Le Langage, cet inconnu), «Le point de la question», S.G.P.P., 1969. [опубліковано під псевдонімом Julia Joyaux]
- Мова, ця незнайомка. Ініціація в лінгвістику (Le Langage, cet inconnu. Une initiation à la linguistique), Points Seuil, 1969.
- Спочатку була любов. Психоаналіз віри (Au commencement était l'amour. Psychanalyse et foi), «Textes du XXe», Hachette, 1985.
- Семіотика. Дослідження семантичного аналізу (Semeiotike. Recherches pour une sémanalyse), Seuil, 1969
- Романний текст. Семіологічний підхід до трансформаційно-дискурсивної моделі (Le texte du roman. Approche sémiologique d'une structure discursive transformationnelle), La Haye, Mouton, 1970
- Китайці (Des Chinoises), Des Femmes, 1974 ; перевид. Pauvert, 2001.
- Полілог (Polylogue), Seuil, 1977
- Про китайських жінок (About Chinese Women) London: Boyars, 1977
- Влада жаху (Pouvoirs de l'horreur. Essai sur l'abjection), Seuil, 1980.
- Революція поетичної мови (La Révolution du langage poétique.) L'avant-garde à la fin du XIXe, Lautréamont et Mallarmé, 1985
- Чорне сонце. Депресія і меланхолія (Soleil noir. Dépression et mélancolie), Gallimard, 1987
- Сенс і нонсенс бунту (Sens et non-sens de la révolte), Fayard, 1996.
- Інтимний бунт (La Révolte intime), Fayard, 1997.
- Нові хвороби душі (Les Nouvelles Maladies de l'âme), Fayard, 1993, ISBN 2-213-02961-X

## Твори, перекладені українською
- Крістева Ю. Stabat Mater / Пер. з фр. Христини Сохоцької // Антологія світової літературно-критичної думки ХХ ст. — Львів: Літопис, 2002. — С. 662—679.
- Крістева Ю. Самі собі чужі / Пер. з фр. Зої Борисюк. — Київ: Вид-во Соломії Павличко «Основи», 2004. — 264 с.
- Крістева Ю. Полілог / Пер. з фр. Петра Таращука. — Київ: Юніверс, 2005. — 480 с.
- Крістева Ю. Сили жаху. Есей про відразу // Незалежний культурологічний часопис «Ї». — № 37. — 2005. — С. 38-53.
- Крістева Ю. Час жінок // Про рівність статей. Збірник / Пер. з фр. під заг. ред. О. Хоми. — К.: ППС-2002, 2007. — С. 25-46.